# 斯普林蘭奇 (內布拉斯加州)
斯普林蘭奇（英語：Spring Ranch）是位於美國內布拉斯加州克萊縣的鬼鎮。

## 歷史
斯普林蘭奇的郵局於1870年設立，其後於1943年停運。

## 地理
斯普林蘭奇所處的海拔為高於海平面529米（即1736英呎），而該地所採用的時區為UTC-6，即北美中部时区（CST）。同時該地設有夏令時間，為UTC-6調快一小時，即UTC-5（CDT）。